# Petra (Spagna)
Petra è un comune spagnolo di 2 886 abitanti situato nella comunità autonoma delle Baleari, sull'isola di Maiorca.

## Monumenti e luoghi d'interesse
Nel comune è presente il Santuario di Bonany di Petra.

## Economia
Petra è famosa in tutta Maiorca per la produzione di vini.